# Ricard Casas Gurt
Ricard Casas Gurt (Manresa, 12 settembre 1962) è un allenatore di pallacanestro spagnolo.

## Palmarès

### Squadra
- Copa del Rey: 3

Manresa: 1996
Barcellona: 2018, 2019